# Phân họ Trăn Madagascar
Phân họ Trăn Madagascar (tên khoa học: Sanziniinae) là một phân họ trong họ Trăn Nam Mỹ (Boidae), bao gồm 3 loài trăn đặc hữu đảo Madagascar.

## Phân loại
Họ này bao gồm 2 chi
- Acrantophis Jan, 1860
  - Acrantophis dumerili - Trăn Duméril
  - Acrantophis madagascariensis - Trăn đất Madagascar
- Sanzinia Gray, 1849
  - Sanzinia madagascariensis – Trăn cây Madagascar